# Не верујем да си то ти
Не верујем да си то ти је филмски трилер из 2004. године који је режирао Филип Кауфман. Главне улоге играју: Ешли Џад, Самјуел Л. Џексон и Енди Гарсија

## Улоге
- Ешли Џад ... Џесика Шепард
- Самјуел Л. Џексон ... Џон Милс
- Енди Гарсија ... Мајк Делмарко
- Дејвид Стратерн ... др Мелвин Френк
- Расел Вонг ... поручник Тонг
- Камрин Манхајм ... Лиса
- Марк Пелегрино ... Џими Шмит
- Тајтус Веливер ... Дејл Бекер
- Д. В. Мофет ... Реј Портер
- Ричард Т. Џоунс ... Вилсон Џеферсон
- Лиланд Орсер ... Едмунд Катлер
- Џејмс Оливер Булок ... Џон Фланаган
- Вилијам Хол ... Чип Маршал